# Nati nel 1969/Settembre
| Questa pagina contiene informazioni ricavate automaticamente dalle voci biografiche con l'ausilio del template Bio e di un bot. L'aggiornamento è periodico e automatico e ricostruisce completamente la pagina. Se manca una persona in questa lista, sei pregato di non aggiungerla, ma accertati piuttosto che la sua voce biografica contenga il template Bio e che i dati anagrafici siano correttamente compilati. Se il template Bio manca, inseriscilo tu stesso o, in alternativa, metti l'avviso {{tmp\|Bio}} che ne segnala la mancanza. Se i dati riportati sono sbagliati, correggi direttamente la voce biografica; le modifiche saranno visibili in questa lista entro pochi giorni. Per chiarimenti vedi il progetto biografie. La lista contiene solo le 371 persone che sono citate nell'enciclopedia e per le quali è stato implementato correttamente il template Bio. Pagina aggiornata al 10 ago 2025. |

- 1º settembre - Henning Berg, allenatore di calcio e ex calciatore norvegese
- 1º settembre - Nives Curti, ex mezzofondista, ex fondista di corsa in montagna e ex maratoneta italiana
- 1º settembre - Gilmar Dal Pozzo, allenatore di calcio e ex calciatore brasiliano
- 1º settembre - Andrea Farkas, ex pallamanista ungherese
- 1º settembre - Andrea Ferrigato, ex ciclista su strada italiano
- 1º settembre - Francesco Munzi, regista e sceneggiatore italiano
- 1º settembre - Rossano Palù, disc jockey e musicista italiano
- 1º settembre - Darío Scotto, ex calciatore argentino
- 1º settembre - Milutin Sredojević, allenatore di calcio e ex calciatore jugoslavo
- 1º settembre - György Zala, ex canoista ungherese
- 1º settembre - Cristina de Vargas, schermitrice spagnola
- 1º settembre - Jacek Ładyński, ex giocatore di calcio a 5 polacco
- 2 settembre - Desislava Angelova, ex cestista bulgara
- 2 settembre - Francesco Camattini, cantautore italiano
- 2 settembre - Frédéric Gioria, allenatore di calcio e ex calciatore francese
- 2 settembre - Robert Habeck, politico tedesco
- 2 settembre - Hiroaki Hiraoka, allenatore di calcio e ex calciatore giapponese
- 2 settembre - Chrīstos Karkamanīs, ex calciatore greco
- 2 settembre - Mikael Löfgren, ex biatleta svedese
- 2 settembre - Tiziano Panconi, storico dell'arte italiano
- 2 settembre - Juan José Salaverry Villarreal, vescovo cattolico peruviano
- 3 settembre - Noah Baumbach, regista, sceneggiatore e produttore cinematografico statunitense
- 3 settembre - Senad Brkić, ex calciatore bosniaco
- 3 settembre - Daniel Farrands, sceneggiatore, produttore cinematografico e regista statunitense
- 3 settembre - Claudia Hengst, ex nuotatrice tedesca
- 3 settembre - Juan Manuel López, ex calciatore spagnolo
- 3 settembre - Jörg Müller, pilota automobilistico tedesco
- 3 settembre - Alejandro Ruidiaz, calciatore argentino († 2006)
- 3 settembre - Georges Sainte-Rose, ex triplista francese
- 3 settembre - Michael Steinbach, ex canottiere tedesco
- 3 settembre - Oksana Stepičeva, ex velocista russa
- 3 settembre - Oriol Tarrasón, attore e drammaturgo spagnolo
- 3 settembre - Hidehiko Yoshida, judoka e artista marziale misto giapponese
- 4 settembre - Louis Aliot, politico francese
- 4 settembre - Omar Belatoui, ex calciatore algerino
- 4 settembre - Robert Briscoe, ex calciatore inglese
- 4 settembre - Stefano Calabrese, compositore, attore e paroliere italiano
- 4 settembre - James Cleverly, politico britannico
- 4 settembre - Ramon Dekkers, thaiboxer olandese († 2013)
- 4 settembre - Silviano Delgado, ex calciatore messicano
- 4 settembre - Enrico Fink, musicista e scrittore italiano
- 4 settembre - Giorgi Margvelashvili, politico georgiano
- 4 settembre - Đoni Novak, ex calciatore sloveno
- 4 settembre - Diego Osella, ex cestista argentino
- 4 settembre - Charlotte Raven, scrittrice, giornalista e anglista britannica († 2025)
- 4 settembre - Sasha, disc jockey e produttore discografico gallese
- 4 settembre - Werner Schuster, saltatore con gli sci austriaco
- 4 settembre - Yūta Sone, attore giapponese
- 4 settembre - Richard Speight Jr., attore statunitense
- 4 settembre - Noah Taylor, attore britannico
- 4 settembre - Va'aiga Tuigamala, rugbista a 13, rugbista a 15 e procuratore sportivo samoano († 2022)
- 4 settembre - Riichi Ueshiba, fumettista giapponese
- 4 settembre - Kristen Wilson, attrice statunitense
- 4 settembre - Fabrizio Zanotti, cantautore e musicista italiano
- 5 settembre - Valerij Belen'kij, ex ginnasta azero
- 5 settembre - Diego Censi, ex cestista italiano
- 5 settembre - Makīs Chavos, allenatore di calcio e ex calciatore greco
- 5 settembre - Jaume Collboni, avvocato e politico spagnolo
- 5 settembre - Greg Collins, produttore discografico e compositore statunitense
- 5 settembre - Spencer Dunkley, ex cestista e allenatore di pallacanestro inglese
- 5 settembre - Patrice Guers, bassista francese
- 5 settembre - Rúnar Kristinsson, allenatore di calcio e ex calciatore islandese
- 5 settembre - Mariko Kōda, attrice, doppiatrice e cantante giapponese
- 5 settembre - Leonardo Nascimento de Araújo, dirigente sportivo, allenatore di calcio e ex calciatore brasiliano
- 5 settembre - Kerry O'Malley, attrice statunitense
- 5 settembre - Mario Alessandro Paolelli, commediografo italiano
- 5 settembre - Francesco Ragno, architetto italiano
- 5 settembre - Tom Vaughan, regista scozzese
- 5 settembre - Dweezil Zappa, chitarrista e attore statunitense
- 6 settembre - Sōzos Andreou, ex calciatore cipriota
- 6 settembre - Stefania Benedetti, ex maratoneta italiana
- 6 settembre - Tony DiTerlizzi, illustratore statunitense
- 6 settembre - Patrick Draenert, ex schermidore tedesco
- 6 settembre - Benjamin Finegold, scacchista statunitense
- 6 settembre - Doug Henry, pilota motociclistico statunitense
- 6 settembre - Michellie Jones, ex triatleta australiana
- 6 settembre - Kelli McCarty, modella e attrice statunitense
- 6 settembre - Ian Micallef, politico maltese
- 6 settembre - Norio Omura, allenatore di calcio e ex calciatore giapponese
- 6 settembre - CeCe Peniston, cantante statunitense
- 6 settembre - Oliver Petrucciani, pilota motociclistico svizzero
- 6 settembre - Nduka Ugbade, ex calciatore nigeriano
- 7 settembre - Carmen Amoraga, scrittrice e giornalista spagnola
- 7 settembre - Lan Bale, ex tennista sudafricano
- 7 settembre - Vladimir Batez, ex pallavolista serbo
- 7 settembre - Jean-Benoît Dunckel, musicista e cantante francese
- 7 settembre - Angie Everhart, attrice, supermodella e conduttrice televisiva statunitense
- 7 settembre - Diane Farr, attrice e scrittrice statunitense
- 7 settembre - Rudy Galindo, ex pattinatore artistico su ghiaccio statunitense
- 7 settembre - Bjørn Johansen, allenatore di calcio e ex calciatore norvegese
- 7 settembre - Kirill Serebrennikov, regista e sceneggiatore russo
- 8 settembre - Eddy Berdusco, ex calciatore e ex giocatore di calcio a 5 canadese
- 8 settembre - Eusebio Di Francesco, allenatore di calcio e ex calciatore italiano
- 8 settembre - Petter Hegre, fotografo e regista norvegese
- 8 settembre - Rachel Hunter, supermodella neozelandese
- 8 settembre - Oswaldo Ibarra, ex calciatore ecuadoriano
- 8 settembre - Steve Livingstone, ex calciatore inglese
- 8 settembre - Tetsuo Nakanishi, ex calciatore giapponese
- 8 settembre - Mario Nocera, militare italiano
- 8 settembre - Chris Powell, allenatore di calcio e ex calciatore inglese
- 8 settembre - Gary Speed, calciatore e allenatore di calcio gallese († 2011)
- 8 settembre - Sonia Topazio, attrice, giornalista e scrittrice italiana
- 9 settembre - Ademola Bankole, ex calciatore nigeriano
- 9 settembre - Julio Requena, ex atleta paralimpico spagnolo
- 9 settembre - Sean Rooks, cestista e allenatore di pallacanestro statunitense († 2016)
- 9 settembre - Sandra Wagner-Sachse, ex arciera tedesca
- 10 settembre - Ed Cooley, allenatore di pallacanestro statunitense
- 10 settembre - Sandro Di Stefano, compositore, arrangiatore e direttore d'orchestra italiano
- 10 settembre - Matt Geiger, ex cestista statunitense
- 10 settembre - Craig Innes, ex rugbista a 13, ex rugbista a 15 e procuratore sportivo neozelandese
- 10 settembre - Ramón Jiménez-Gaona, ex discobolo e politico paraguaiano
- 10 settembre - Chris Joseph, ex hockeista su ghiaccio canadese
- 10 settembre - Jorge Majfud, scrittore, traduttore e saggista uruguaiano
- 10 settembre - Johnathon Schaech, attore, sceneggiatore e regista statunitense
- 10 settembre - Bob Spitulski, ex giocatore di football americano statunitense
- 10 settembre - David Trueba, regista, sceneggiatore e scrittore spagnolo
- 11 settembre - Stefano Cagol, artista italiano
- 11 settembre - Alessandro Cucciari, allenatore di calcio e ex calciatore italiano
- 11 settembre - Gidget Gein, bassista e attore statunitense († 2008)
- 11 settembre - Martin Kotůlek, allenatore di calcio e ex calciatore ceco
- 11 settembre - Leonardo Ramos, allenatore di calcio e ex calciatore uruguaiano
- 11 settembre - Ingo Züchner, ex saltatore con gli sci tedesco orientale
- 12 settembre - Stefano Agnesi, ex cestista italiano
- 12 settembre - Andrea Bernabè, ex pallavolista e ex giocatore di beach volley italiano
- 12 settembre - Ángel Cabrera, golfista argentino
- 12 settembre - Thomas Endres, ex schermidore tedesco
- 12 settembre - James Frey, scrittore statunitense
- 12 settembre - Lars Grevskott, ex calciatore norvegese
- 12 settembre - Masakazu Kōda, ex calciatore giapponese
- 12 settembre - Aaron Mitchell, ex cestista e allenatore di pallacanestro statunitense
- 12 settembre - Mika Myllylä, fondista finlandese († 2011)
- 12 settembre - Dmitrij Pantov, biatleta kazako
- 12 settembre - Arvis Piziks, dirigente sportivo e ex ciclista su strada lettone
- 12 settembre - Giampiero Simoni, pilota automobilistico italiano
- 12 settembre - Ali Akbar Yousefi, ex calciatore iraniano
- 13 settembre - Lidija Abrlić, ex cestista croata
- 13 settembre - Amma Asante, regista e sceneggiatrice britannica
- 13 settembre - Daniel Fonseca, procuratore sportivo e ex calciatore uruguaiano
- 13 settembre - Dominic Fumusa, attore statunitense
- 13 settembre - Jorge Glas, politico ecuadoriano
- 13 settembre - Lina Gálvez Muñoz, politica e storica spagnola
- 13 settembre - Soňa Hudecová, ex cestista slovacca
- 13 settembre - Joe Montemurro, allenatore di calcio e ex calciatore australiano
- 13 settembre - Tyler Perry, commediografo, sceneggiatore e regista statunitense
- 13 settembre - Andrej Proškin, regista russo
- 13 settembre - Gustavo Siviero, allenatore di calcio e ex calciatore argentino
- 13 settembre - Shane Warne, crickettista australiano († 2022)
- 14 settembre - Francesco Antonioli, allenatore di calcio e ex calciatore italiano
- 14 settembre - Vicente Aparicio, ex ciclista su strada spagnolo
- 14 settembre - Bong Joon-ho, regista, sceneggiatore e produttore cinematografico sudcoreano
- 14 settembre - Darío René Espínola, calciatore paraguaiano († 2024)
- 14 settembre - Paulina Gálvez, attrice e ballerina spagnola
- 14 settembre - Konstadinos Koukodímos, ex lunghista greco
- 14 settembre - Roberto Mariano, attore italiano († 1990)
- 14 settembre - Chris Rossouw, ex rugbista a 15 sudafricano
- 14 settembre - Indrek Rumma, ex cestista estone
- 14 settembre - Gregory Serper, scacchista uzbeko
- 14 settembre - Stan Siorovigas, ex calciatore e ex giocatore di calcio a 5 canadese
- 14 settembre - Monika Vana, politica austriaca
- 15 settembre - Luca Bonaccorsi, giornalista e conduttore televisivo italiano
- 15 settembre - Brando, cantautore, chitarrista e produttore discografico italiano
- 15 settembre - Giuseppe D'Urso, ex mezzofondista italiano
- 15 settembre - Ezio Domenighini, ex mezzofondista italiano
- 15 settembre - Energio Díaz, ex calciatore ecuadoriano
- 15 settembre - Veronica Escobar, politica statunitense
- 15 settembre - Federico Ferrari, filosofo e critico d'arte italiano
- 15 settembre - Tunç Girgin, ex cestista turco
- 15 settembre - Deidre Goodwin, attrice statunitense
- 15 settembre - Dan Lungu, scrittore e politico rumeno
- 15 settembre - Gianluca Machelli, attore e doppiatore italiano
- 15 settembre - Márcio Santos, ex calciatore brasiliano
- 15 settembre - Arrigo Musti, pittore italiano
- 15 settembre - Jean-Philippe Méthélie, ex cestista francese
- 15 settembre - Emmanuelle Pagano, scrittrice francese
- 15 settembre - Roberto Solozábal, ex calciatore spagnolo
- 15 settembre - Massimo Sorrentino, ex cestista italiano
- 15 settembre - Derrick Van Orden, politico statunitense
- 15 settembre - Bart Wuyts, ex tennista belga
- 16 settembre - Andrea Boattini, astronomo italiano
- 16 settembre - Akaki Chachua, ex lottatore georgiano
- 16 settembre - Hernán Cristante, allenatore di calcio e ex calciatore argentino
- 16 settembre - David Daniels, ex giocatore di football americano statunitense
- 16 settembre - Laurent Desbiens, ex ciclista su strada francese
- 16 settembre - Ernesto Fazzalari, mafioso italiano
- 16 settembre - Justine Frischmann, cantante e pittrice britannica
- 16 settembre - Massimo Giordano, politico italiano
- 16 settembre - Emanuele Guidi, arciere sammarinese
- 16 settembre - Li Yonghong, imprenditore e dirigente sportivo cinese
- 16 settembre - Doug Martsch, musicista statunitense
- 16 settembre - Chester McGlockton, giocatore di football americano statunitense († 2011)
- 16 settembre - Mauro Mitilini, carabiniere italiano († 1991)
- 16 settembre - Carlo Gabriel Nero, sceneggiatore e regista britannico
- 16 settembre - Roy Paci, trombettista, cantante e compositore italiano
- 16 settembre - Francisco Javier Sánchez Jara, allenatore di calcio e ex calciatore spagnolo
- 16 settembre - Zbigniew Wyciszkiewicz, ex calciatore polacco
- 16 settembre - Arno van Zwam, ex calciatore olandese
- 17 settembre - Bismarck Barreto Faria, ex calciatore brasiliano
- 17 settembre - Amber, cantante olandese
- 17 settembre - Swingfly, rapper statunitense
- 17 settembre - Ken Doherty, giocatore di snooker irlandese
- 17 settembre - Keith Flint, cantante e ballerino britannico († 2019)
- 17 settembre - Ferdinando Gasparini, ex calciatore italiano
- 17 settembre - Nicola Giorgino, politico italiano
- 17 settembre - Ryōtarō Okiayu, doppiatore giapponese
- 17 settembre - Matthew Settle, attore statunitense
- 17 settembre - Doug Smith, ex cestista statunitense
- 17 settembre - Constantin Stănici, ex calciatore rumeno
- 17 settembre - Adam Wiltzie, compositore e tecnico del suono statunitense
- 17 settembre - Claudio Úbeda, allenatore di calcio e ex calciatore argentino
- 18 settembre - Brad Beven, ex triatleta australiano
- 18 settembre - Nezha Bidouane, ex ostacolista marocchina
- 18 settembre - Gianluca Fusilli, politico italiano
- 18 settembre - Herbert Gager, allenatore di calcio, ex calciatore e ex giocatore di calcio a 5 austriaco
- 18 settembre - Stéphane Lannoy, arbitro di calcio francese
- 18 settembre - Margherita Angela Mastromauro, politica italiana
- 18 settembre - Luigi Nicola Riserbato, politico italiano
- 18 settembre - Muharrem Süleymanoğlu, sollevatore turco
- 18 settembre - Bachva Tedeev, ex calciatore sovietico
- 18 settembre - Doug Thomas, giocatore di football americano statunitense († 2014)
- 18 settembre - Alessandro Vanoli, storico e scrittore italiano
- 19 settembre - Mariusz Błaszczak, politico polacco
- 19 settembre - Candy Dulfer, cantautrice e sassofonista olandese
- 19 settembre - Luis Antonio Escobar, calciatore peruviano († 1987)
- 19 settembre - Moncho Fernández, allenatore di pallacanestro spagnolo
- 19 settembre - Jóhann Jóhannsson, musicista, compositore e produttore discografico islandese († 2018)
- 19 settembre - Nine, rapper statunitense
- 19 settembre - Daniel Krajcer, politico slovacco
- 19 settembre - Ricardo Milillo, ex calciatore venezuelano
- 19 settembre - Claudinei Oliveira, allenatore di calcio e ex calciatore brasiliano
- 19 settembre - Simona Păucă, ex ginnasta rumena
- 19 settembre - Yannick Souvré, ex cestista francese
- 19 settembre - Kostya Tszyu, pugile russo
- 19 settembre - Cường Vũ, cantante e trombettista vietnamita
- 19 settembre - Tapio Wilska, cantante finlandese
- 19 settembre - Pietro Zaini, allenatore di calcio e ex calciatore italiano
- 20 settembre - Richard Akiana, ex calciatore congolese (Repubblica del Congo)
- 20 settembre - Davor Dujmović, attore bosniaco († 1999)
- 20 settembre - Emiliano González, ex calciatore andorrano
- 20 settembre - Karri Hietamäki, ex fondista finlandese
- 20 settembre - Stefan Horngacher, ex saltatore con gli sci austriaco
- 20 settembre - Christian Karlsson, ex calciatore svedese
- 20 settembre - Sage Kirkpatrick, attrice ceca
- 20 settembre - Joel Kosche, chitarrista statunitense
- 20 settembre - Megumi Kudo, personaggio televisivo e ex wrestler giapponese
- 20 settembre - Andrea Moneta, carabiniere italiano († 1991)
- 20 settembre - Kelvin Mutale, calciatore zambiano († 1993)
- 20 settembre - Hubert Suda, ex calciatore maltese
- 20 settembre - Jesper Thygesen, ex calciatore danese
- 20 settembre - Richard Witschge, allenatore di calcio e ex calciatore olandese
- 21 settembre - Miguel Asprilla, ex calciatore colombiano
- 21 settembre - Gerald Berkel, politico olandese
- 21 settembre - Anto Drobnjak, ex calciatore e dirigente sportivo jugoslavo
- 21 settembre - Pablo Echarri, attore argentino
- 21 settembre - Masoud Estili, calciatore e giocatore di calcio a 5 iraniano († 2011)
- 21 settembre - Randal Hill, ex giocatore di football americano statunitense
- 21 settembre - Jason Matthews, ex cestista statunitense
- 21 settembre - Mr., artista e pittore giapponese
- 21 settembre - Billy Porter, attore e cantante statunitense
- 21 settembre - Felice Tagliaferri, artista e scultore italiano
- 21 settembre - Jun Takahashi, designer e stilista giapponese
- 22 settembre - Temur Alekberov, allenatore di calcio a 5, ex giocatore di calcio a 5 e ex calciatore russo
- 22 settembre - Junko Asari, ex maratoneta giapponese
- 22 settembre - Nicole Bradtke, ex tennista australiana
- 22 settembre - Mark Brisker, ex cestista statunitense
- 22 settembre - Dario Di Giannatale, allenatore di calcio e ex calciatore italiano
- 22 settembre - Cyrus Frisch, regista olandese
- 22 settembre - Pavel Kolobkov, politico e ex schermidore russo
- 22 settembre - Mystikal, rapper statunitense
- 22 settembre - Sue Perkins, conduttrice televisiva, conduttrice radiofonica e scrittrice britannica
- 22 settembre - Pietro Senaldi, giornalista e opinionista italiano
- 22 settembre - Matt Sharp, bassista statunitense
- 22 settembre - Salvatore Zaffiro, allenatore di calcio a 5 e ex giocatore di calcio a 5 italiano
- 23 settembre - Raffaella Bergé, attrice e personaggio televisivo italiano
- 23 settembre - Crispin Bonham-Carter, attore e regista teatrale inglese
- 23 settembre - DJ Champion, musicista e compositore canadese
- 23 settembre - Patrick Fiori, cantante francese
- 23 settembre - Luca Gianfrancesco, regista, montatore e produttore cinematografico italiano
- 23 settembre - Patrik Hansson, allenatore di calcio e ex calciatore svedese
- 23 settembre - Collin Mitchell, ex giocatore di curling canadese
- 23 settembre - Zane Moosa, ex calciatore sudafricano
- 23 settembre - Junior Kelly, cantante giamaicano
- 23 settembre - Gerhard Poschner, ex calciatore e dirigente sportivo tedesco
- 23 settembre - Mauricio Ramos, ex calciatore boliviano
- 23 settembre - Michael Rich, ex ciclista su strada tedesco
- 23 settembre - Silvia Seidel, attrice tedesca († 2012)
- 23 settembre - Jan Suchopárek, allenatore di calcio e ex calciatore ceco
- 23 settembre - Anju Suzuki, attrice, cantante e conduttrice televisiva giapponese
- 23 settembre - Grazia Vittadini, dirigente d'azienda italiana
- 24 settembre - Siniša Alebić, ex giocatore di calcio a 5 croato
- 24 settembre - Chad Beguelin, librettista, paroliere e sceneggiatore statunitense
- 24 settembre - Abdelkader Ben Hassen, ex calciatore tunisino
- 24 settembre - Rufus Brevett, allenatore di calcio e ex calciatore inglese
- 24 settembre - Shawn Crahan, batterista, regista e imprenditore statunitense
- 24 settembre - Hussain Ghuloum, ex calciatore emiratino
- 24 settembre - Andreína Goetz, modella venezuelana
- 24 settembre - Cedric Lewis, ex cestista statunitense
- 24 settembre - Chris Pincher, politico inglese
- 24 settembre - Raluca Prună, politica rumena
- 24 settembre - Gustavo Restrepo, ex calciatore colombiano
- 24 settembre - Massimo Riscino, ex giocatore di calcio a 5 italiano
- 24 settembre - Goya Toledo, attrice e modella spagnola
- 24 settembre - Daniel Varela, ex giocatore di calcio a 5 uruguaiano
- 24 settembre - Megan Ward, attrice statunitense
- 25 settembre - Bumblefoot, chitarrista, cantante e produttore discografico statunitense
- 25 settembre - David Caramelli, antropologo italiano
- 25 settembre - Adam Delimkhanov, generale e politico russo
- 25 settembre - Damien Leyrolles, allenatore di pallacanestro francese
- 25 settembre - Francesco Longobardi, ex cestista e dirigente sportivo italiano
- 25 settembre - Malin Persson Giolito, scrittrice e avvocatessa svedese
- 25 settembre - Hal Sparks, attore statunitense
- 25 settembre - Radostin Stojčev, allenatore di pallavolo, dirigente sportivo e ex pallavolista bulgaro
- 25 settembre - Morten Svalstad, ex calciatore norvegese
- 25 settembre - Catherine Zeta-Jones, attrice britannica
- 26 settembre - Oleg Belozërov, politico e manager russo
- 26 settembre - A.D.O.R., rapper statunitense († 2025)
- 26 settembre - Eric Elliott, ex cestista e allenatore di pallacanestro statunitense
- 26 settembre - Marit van Eupen, ex canottiera olandese
- 26 settembre - Joe Jacobi, ex canoista statunitense
- 26 settembre - Radosław Michalski, ex calciatore polacco
- 26 settembre - Stuart Rachels, scacchista statunitense
- 26 settembre - David Slade, regista e produttore televisivo britannico
- 26 settembre - Holger Stanislawski, allenatore di calcio e ex calciatore tedesco
- 26 settembre - Paul Warhurst, allenatore di calcio e ex calciatore inglese
- 26 settembre - Wataru Yoshikawa, pilota motociclistico giapponese
- 27 settembre - Patrizia Di Napoli, mezzofondista italiana
- 27 settembre - Todd Michael Hall, cantante statunitense
- 27 settembre - Vesa Hietalahti, ex biatleta finlandese
- 27 settembre - Lester Holmes, ex giocatore di football americano statunitense
- 27 settembre - Walter Jeklin, ex cestista e dirigente sportivo sloveno
- 27 settembre - Sari Karttunen, ex cestista svedese
- 27 settembre - Sofia Milos, attrice e modella italiana
- 27 settembre - Nicola Porro, giornalista, conduttore televisivo e saggista italiano
- 27 settembre - François Simond, ex sciatore alpino francese
- 28 settembre - Challen Cates, attrice e produttrice cinematografica statunitense
- 28 settembre - Kerri Chandler, disc jockey e produttore discografico statunitense
- 28 settembre - Vladimir Čučelov, scacchista belga
- 28 settembre - Marino D'Aloisio, allenatore di calcio e ex calciatore italiano
- 28 settembre - J. Trevor Edmond, attore statunitense
- 28 settembre - Pedro Fernández, cantautore e attore messicano
- 28 settembre - Eleonora Ivone, attrice, modella e regista italiana
- 28 settembre - Piper Kerman, scrittrice statunitense
- 28 settembre - Dino Lenny, cantautore e disc jockey britannico
- 28 settembre - Bruno Marton, politico italiano
- 28 settembre - Christian Spuck, coreografo e regista tedesco
- 28 settembre - Ippei Watanabe, ex calciatore giapponese
- 29 settembre - Angelo Alessandri, politico italiano
- 29 settembre - Rui Almeida, allenatore di calcio portoghese
- 29 settembre - Paul Ashworth, allenatore di calcio e dirigente sportivo inglese
- 29 settembre - Cho Youn-jeong, arciera sudcoreana
- 29 settembre - Valeryj Cylen'c', ex lottatore bielorusso
- 29 settembre - Maurizio D'Angelo, allenatore di calcio e ex calciatore italiano
- 29 settembre - Daniela Del Din, tiratrice a volo sammarinese
- 29 settembre - Erika Eleniak, modella e attrice statunitense
- 29 settembre - Maria Costanza Moroni, triplista, lunghista e altista italiana
- 29 settembre - Silvia Parente, sportiva italiana
- 29 settembre - Tore Pedersen, ex calciatore norvegese
- 29 settembre - Alessandro Romano, allenatore di calcio e ex calciatore italiano
- 29 settembre - Rune Temte, attore e doppiatore norvegese
- 29 settembre - Adalbert Zafirov, allenatore di calcio e ex calciatore bulgaro
- 30 settembre - Julianna Baggott, scrittrice e poetessa statunitense
- 30 settembre - Jan Bruin, ex calciatore olandese
- 30 settembre - Stéphane Castaignède, ex rugbista a 15 e allenatore di rugby a 15 francese
- 30 settembre - Gintaras Einikis, ex cestista e allenatore di pallacanestro lituano
- 30 settembre - Amy Landecker, attrice statunitense
- 30 settembre - Silas Weir Mitchell, attore statunitense
- 30 settembre - Younous Omarjee, politico francese
- 30 settembre - Cristina Plazas, attrice spagnola
- 30 settembre - Alex Rae, allenatore di calcio e ex calciatore scozzese
- 30 settembre - Krystyna Szymańska-Lara, ex cestista polacca
- 30 settembre - Chris Von Erich, wrestler statunitense († 1991)
- 30 settembre - Steve Von Till, cantante e chitarrista statunitense